# 斯蒂芬·科拜尔 (角色)
斯蒂芬·T·莫斯·迪夫·科拜尔博士，牧师大人，D.F.A.，世界重量级冠军（英語：The Reverend Sir Dr. Stephen T. Mos Def Colbert D.F.A., Heavyweight Champion of the World）是由政治讽刺家斯蒂芬·科拜尔所创作的一个虚构人物，他常出现于喜剧中心的系列节目《科拜尔报告》中并也会偶尔出现在CBS电视网的《斯蒂芬·科尔伯特晚间秀》。他被描述成“善意的耳目闭塞的高阶笨蛋”和“自大的右派时事评论员”；而这个角色的塑造一方面融合了真正的斯蒂芬·科拜尔的生活和兴趣，另一方面则是主要戏仿了有线新闻台的名嘴（特别是福斯新闻台的比尔·奥莱利）。
斯蒂芬·科拜尔的首次亮相是在1997年以驻地记者的身份出现在喜剧中心的系列节目《每日秀》中，并一直担任该节目的常驻嘉宾，直至2005年他离开这档节目并独自去主持《科拜尔报告》。《科拜尔报告》是一档依靠个人特点驱动的政治讽刺节目。同时他还参加了许多其他的公开活动，例如2006年白宫记者协会晚宴；并且还是《我是美国（你也可以是！）》、《我是一个极点（你也可以是！）》、《美国重来：重新成为我们所未拥有的伟大》等书的作者。
科拜尔的表演引起了广泛的关注和好评，《时代周刊》的评论家就称其为“流行文化、电视及其他领域内最伟大的持续表演者之一”。这个角色曾因关于华盛顿红皮橄榄球队球队名与亚洲刻板印象的玩笑而引发了一场全美的大讨论，并由此催生了“#CancelColbert”运动。
2014年4月23日，科拜尔在《每日秀》上宣布，他很明确地“赢得了一档电视节目”并且因为他已经实现了目标而不再主持《科拜尔报告》。当真正的斯蒂芬·科拜尔在2015年取代大卫·莱特曼主持CBS电视网的电视节目《晚间秀》后，他宣布不再使用斯蒂芬·科拜尔这个角色。《科拜尔报告》最后一集于2014年12月18日播出。
在《科拜尔报告》结束播出后，斯蒂芬·科拜尔这个角色开始出现在其他媒体上。他在《纸牌屋》第三季“第24章”集中友情客串，该集于2015年2月27日在网飞上架。2015年8月6日的《每日秀》播出由乔恩·斯图尔特所主持的最终集时，科拜尔也重返了这档节目。在2016年共和党全国代表大会期间，他客串了《斯蒂芬·科尔伯特晚间秀》中的“关键词（The Wørd）”环节。

## 诞生与发展

### 卡维秀
科拜尔首次在主流舞台出场是在黄金时段喜剧小品节目《达那·卡维秀》上。虽然这档节目在1996年仅仅只播出了7集，但是却为科拜尔塑造他未来的角色提供了帮助。这在很大程度上是由于他对着摄像机直接表演喜剧。尽管这个策划没有播出，但是科拜尔曾经受到《洋葱报》的启发饰演一个担任新闻主播的冷面笑匠并由此进行了几段喜剧表演。在接受《纽约邮报》的采访时，谈及《达那·卡维秀》，科拜尔指出“如果你有机会正确地传达给观众，那么通过看摄像机就可以建立一种特殊的联系。”
在表演被取消和，科拜尔在《每日秀》联合创作者玛德琳·史密斯伯格（Madeleine Smithberg）的邀请下成为这档节目的演出人员。而这个机会要得益于科拜尔在《达那·卡维秀》所饰演的那个恶心服务生。